# Naufragium
El término naufragium indica, en la Roma Antigua, la rotura de un navío, y más generalmente la pérdida fortuita de un navío en el mar. A veces, los objetos hallados en el navío naufragado son calificados de naufragium. 
La legislación romana abordó el naufragio desde tres puntos de vista:
- determinó los efectos de las medidas adoptadas para salvar el navío arrojando al mar parte de la carga,
- ella resolvió el tema de los riesgos,
- reprimió los actos delictivos que podrían haber provocado la pérdida del navío o que se cometieron durante el hundimiento.

## El lanzamiento al mar o echazón
Cuando un navío se encuentra en peligro, el capitán estaba autorizado, por las costumbres marítimas, a arrojar al mar parte de la carga. A esto se le conoce como echazón.
Si el navío se puede salvar y llevado a puerto, el daño sufrido por los propietarios de las mercancías debe ser reparado por cuantos fueron beneficiados con el sacrificio realizado en interés común. Existe lo que hoy llamamos “avería común”, porque se sufragaba en común. Cada uno debe contribuir en proporción a su interés. Pero sólo tenemos en cuenta el valor de mercado de los objetos desechados y no el beneficio que su propietario podría haber obtenido vendiéndolos en destino.
Se requieren tres condiciones para que haya aporte:
- que las mercancías fueron arrojadas al mar por acto de voluntad del capitán y en interés común. No tenemos que tener en cuenta los bienes secuestrados por un ataque marítimo o robados por bandidos; esclavos que murieron de enfermedad o que se ahogaron voluntariamente;
- que había comunidad de riesgo para el propietario del buque y para los cargadores; por tanto, no habrá motivo de contribución si el daño se ha causado únicamente al buque, a menos que se haya hecho a petición de los pasajeros o por temor al peligro;
- que el barco se salvó así como el resto del cargamento. Si el buque perece mientras continúa su viaje, los propietarios de los objetos arrojados al mar no tienen derecho a indemnización alguna. Sería diferente si. algunos de los bienes que perecieron con el barco fueron retirados del mar por buzos. Se supone que si el barco no hubiera podido mantenerse a flote durante algún tiempo, nada se habría podido salvar del hundimiento. Por tanto, el lanzamiento al mar no fue en vano.

La contribución se calcula proporcionalmente al valor venal del navío y de los objetos salvados. No se debe ocupar ni del peso ni del volumen de estos objetos: las piedras preciosas, los anillos, las ropas, los esclavos contribuían al igual que las mercancías pesadas. Sólo se exceptuaba las provisiones destinadas a su consumo durante el viaje, y las personas libres presentes a bordo, porque su vida era inapreciable monetariamente. Si entre las mercancías salvadas con el navío alguna hubiere resultado dañada, sólo contribuirá a la indemnización del daño causado a los propietarios de las cosas arrojadas al mar, previa deducción del valor del daño que hubiera sufrido. Pero si el daño es superior al importe de la contribución, las mercancías dañadas se asemejan a las arrojadas al mar.
Los propietarios de los objetos arrojados por la borda disponían de recursos legales contra el capitán para obligarle a retener las mercancías de otros cargadores hasta que se repare el daño. Este recurso, basado en el contrato de alquiler celebrado con el armador, se ejercía mediante la acción ex locato. El propio capitán dispone de una acción (ex conducto) contra los cargadores, pero no es responsable de su insolvencia.
Las normas anteriores, tomadas por los romanos de las leyes de la isla de Rodas (Lex Rhodia), se han ampliado mediante la jurisprudencia:
- en el caso de que parte de la carga fuera transbordada en una gabarra que pereciera;
- en caso de que, por seguridad común, cortemos los mástiles del barco o los aparejos;
- en caso de que el barco capturado por los piratas fuera recomprado.

Durante el Bajo Imperio, para el transporte marítimo de mercancías realizado por cuenta del Estado, las normas sobre el lanzamiento por la borda permitían una excepción: los acusadores son responsables de las mercancías arrojadas al mar, cuando el capitán no puede probar con testigos que el barco estaba en peligro. Se supone que había una falta de su parte, y quienes cometieron el error de confiar el mando del buque a alguien incapaz son declarados responsables ante el Estado.

## Reparación del daño
Cuando un navío naufraga, el armador se ve imposibilitado de cumplir la obligación de transporte que ha contraído frente a los cargadores: ¿están estos correlativamente liberados de sus obligaciones hacia el armador? ¿Pueden exigir una indemnización por los daños causados por la pérdida de sus bienes? Ésta es la cuestión de los riesgos que surgen en los contratos bilaterales y de buena fe, como la compraventa y el alquiler.

### En la jurisprudencia clásica
Se resolvía mediante la jurisprudencia clásica, utilizando principios generales del derecho. El armador no tenía derecho, en caso de naufragio, al pago del flete (vectura) pactado para el transporte de las mercancías. Si el anticipo se realizó en concepto de préstamo, se solicitaba la devolución. Pero el armador no era, en principio, responsable de la pérdida de la carga; el naufragio era un caso de fuerza mayor. Sin embargo, si hubiera una culpa imputable al capitán, los cargadores tendrían derecho a una indemnización. Tal era el caso cuando se hacía a la mar con mal tiempo y llevaba en su barco un objeto que le había sido confiado para servir por tierra. Tal era también el caso cuando se entraba en un río sin piloto y no se podía gobernar su barco. Su responsabilidad quedaba liberada si transbordó la carga a un barco de menor calado y este barco se hundió en la desembocadura del río. Si realizó esta operación contra la voluntad del cargador, o con tiempo desfavorable, si eligió un barco insuficiente o no apto para navegar, quedaba obligado, a menos que el primer barco no naufragara.
Los transportistas no tenían recurso alguno contra aquellos que lograron salvar sus mercancías del naufragio. Si el barco naufragó durante la descarga, aquellos cuyas mercancías perecieron no tenían recurso contra aquellos que tuvieron la suerte de recibirlas antes del naufragio: el capitán no tenía la culpa; no se le podía culpar por haber mejorado el estado de uno de los cargadores; tenía que vomitar a través de alguien.
Los patrones de navíos, destinados al transporte de viajeros, eran responsables de la pérdida de los efectos que les eran confiados y de los que los viajeros llevaran consigo, aunque no se pudiera probar su culpa (receptum). Pero en caso de naufragio, se podía invocar una excepción para determinar que hubo fuerza mayor.
Durante el Bajo Imperio, se promulgaron normas especiales para los riesgos marítimos a los que estaban expuestos los productos alimenticios (trigo, aceite, madera) suministrados por determinadas provincias para el abastecimiento de las dos capitales (Annon). En principio, la carga viajaba por cuenta y riesgo del fisco. Se trataba de una regla aceptada mucho tiempo antes en Roma aparecida durante la segunda guerra púnica, en los pliegos de licitación para el transporte de tropas por barco. En el Bajo Imperio, los contribuyentes que aportaban regularmente el impuesto en especie al que estaban sujetos, eran liberados; no estaban obligados a pagar dos veces. Pero las autoridades fiscales tenían recursos contra el propietario del barco (navicularius) cuando el naufragio se podía imputar a su culpa. Aquí es donde aparecían las excepciones al derecho común.
El armador cuyo barco naufragara en el camino debía solicitar sin demora a los magistrados para eximirle de su responsabilidad. Los magistrados competentes son, para Oriente, los gobernadores de las provincias; para Occidente, el prefecto de la annona, el vicario de la ciudad de Roma, el Prefecto de la Ciudad. El magistrado debía ser contactado mediante petición escrita o mediante interpelación solemne hecha cuando se encontraba ante su tribunal.
La solicitud se debía realizar en el plazo de un año para los navíos de la flota de Alejandría o de los Cárpatos, responsables del abastecimiento de Constantinopla; y para los barcos de la flota africana, encargada de abastecer a Roma. El plazo se ampliaba a dos años para los navíos africanos encargados excepcionalmente del abastecimiento de Constantinopla o para las tropas expedicionarias estacionadas en un puerto lejano. Cualquier solicitud presentada fuera de plazo sería rechazada mediante negativa a aceptarla: el propietario del barco era responsable del naufragio. Pero, para evitar abusos, el caso se debía juzgar públicamente (levato velo); y se prohibía a los jefes de oficinas y a sus empleados exigir cualquier cosa para atender solicitudes relativas a naufragios, bajo pena de multa, confiscación o despido a criterio del magistrado.
Tan pronto como se recibía la solicitud, el magistrado debía abrir una investigación. Primero debía averiguar si el barco se había hecho a la mar durante las malas estaciones (del 1 octubre al 1 de abril), en cuyo caso se presumía que la culpa era del armador; si había habido retraso en el viaje o negligencia del capitán, en esos caso éste debía ser sancionado. A continuación, el magistrado debía examinar si el barco realmente naufragó: en esta tema siempre se había practicado el fraude. Durante la segunda guerra púnica, los publicanos asumieron más de una vez falsos naufragios; e incluso los que fueron reales fueron ocasionados, dice Livio, por la perfidia de los armadores más que por casualidad. En embarcaciones ruinosas y fuera de servicio cargaban objetos de escaso valor y en pequeñas cantidades, los hundían en mar abierto y recogían a los marineros en pequeñas embarcaciones preparadas de antemano; luego reclamaban fraudulentamente el precio de suministros considerables.
En el Bajo Imperio, los armadores, para ocultar sus robos o sus fraudes, no tenían escrúpulos en afirmar que su barco había naufragado. Traficaban con las mercancías que se les habían confiado hasta tal punto que Constantino tuvo que fijar un plazo máximo para el transporte de las mercancías y para el viaje de regreso. Estos abusos habían llegado a ser tales que, para descubrir la verdad, Valentiniano I ordenó interrogar a la mitad de la tripulación. Graciano consideró excesiva esta medida y redujo a dos o tres el número de personas que podían ser interrogadas, empezando por el capitán si había sobrevivido. Cuando el barco pereció con todos los que iban a bordo, se aplicó una ley de Constantino que ordenaba interrogar a los hijos del armador: a través de ellos se intentaba saber si el naufragio no era imaginario.
Cuando el resultado de la investigación era favorable a la solicitud, el propietario del navío debía quedar eximido de los riesgos. Pero la decisión no siempre correspondía al juez de instrucción: si el caso había sido investigado por un gobernador provincial, éste debía enviar un informe al prefecto del tribunal, que era el único con autoridad para conceder una remisión a un deudor del fisco (remedium ex indulgencia). Si el resultado de la investigación era contrario a la pretensión del demandante, se ordenaba al armador reparar el daño causado al fisco. Los armadores de Alejandría, los Cárpatos y las islas del Egeo fueron puestos bajo un régimen especial por un edicto del prefecto pretoriano Antemio, confirmado por una constitución de Teodosio II en 409: el trigo que se les hubiera confiado viaja siempre por su cuenta y riesgo. Se les presumía culpables cada vez que el barco se hundía. Debido a la proximidad de Constantinopla, les correspondía elegir un momento favorable para la navegación. Para garantizar un recurso eficaz ante fisco, todo el grupo de armadores, incluido el propietario del barco naufragado, era responsable de la pérdida. Cada miembro de la corporación soportaba una parte de la pérdida proporcional al valor de sus barcos.
En todos los casos, la solicitud de los armadores debía ser juzgada en el plazo de cinco años. Si había negligencia por parte del magistrado, la mitad de los riesgos corrían a cargo de él, la otra mitad corre a cargo de su officium.

## Represión de casos delictivos
El naufragio de un barco podía dar lugar a actos delictivos de diversa índole, saqueos, hurtos, recepción de bienes robados, abuso de confianza. A veces se debía a un acto ilícito o delictivo; o es ocasión de actos delictivos. Todos estos hechos eran severamente castigados por la legislación romana. Por otro lado, el varamiento de un barco en propiedad privada podía causar daños: la jurisprudencia tuvo que proponer un medio para garantizar la compensación.
Todas las normas sobre la materia tenían como punto de partida el siguiente principio: los restos de naufragios seguían siendo propiedad de aquellos a quienes pertenecían en el momento del naufragio. Ya fueran arrojados voluntariamente al mar para salvar el buque o arrastrados por las olas durante el naufragio, en ningún caso se presumía que el propietario hubiera renunciado a su derecho. Sólo él tenía la autoridad para recoger todos los restos que se pudieran encontrar. Cualquiera que lo tomara en contra de su voluntad cometía un delito.

### El pillaje
Un edicto del pretor, anterior a Augusto, promete una acción contra quien se aprovechara de un naufragio para apropiarse por la violencia (rapere) o dañará (damnum dare) por dolo cualquier objeto dependiendo del barco o del cargamento. El robo cometido en esta circunstancia era particularmente atroz: se cree que era de interés público castigarlo rigurosamente. La pena era cuádruple, en cuanto al robo manifiesto; pero la acción debía interponerse dentro del año desde que la víctima tuvo oportunidad de actuar, en caso contrario la pena era simple. Se requerían dos condiciones para la aplicación del edicto: el saqueo debía tener lugar:
- en el momento del hundimiento, mientras las víctimas todavía están bajo la impresión del desastre recién sufrido  y pensaban en sus vidas más que en sus bienes;
- en el mismo lugar donde naufragó el barco.

La aplicación del edicto se extendió al caso en que no se usaba violencia para apoderarse de los restos del naufragio (amovere), o al caso en que el barco quedaba varado en la costa. Si el delito fue cometido por un esclavo o por un grupo de esclavos, parece que el pretor aplicaba una acción noxal contra el propietario.
Según un senadoconsulto del reinado de Claudio, quien quitaba uno o más herrajes del barco naufragado debía reparar el daño que había causado.
Las sanciones económicas impuestas por el pretor no parecían suficientes: se añadieron sanciones penales en determinados casos, las de la ley Julia de vi privata. A las personas que se encontraban fuera del barco se les había prohibido en repetidas ocasiones intervenir para recoger los restos. El Senado en particular lo defendió ante los soldados, libertos y esclavos del emperador. Un edicto de Adriano hizo una defensa similar a los propietarios de tierras a la orilla del mar: si un barco se desintegraba o encallaba en su posesión, no podían tomar posesión de ningún naufragio. En caso de infracción, los náufragos presentaban denuncia ante el gobernador de la provincia, quien emprendía acciones contra los propietarios para que les devolvieran todo. Además, el gobernador aplicaba a quienes fueran convencidos del pillaje del barco la pena decretada contra los bandidos (latrones). Para facilitar la prueba del crimen, el edicto de Adriano autorizaba a las víctimas a ponerse en contacto con los prefectos, que arrestaban a los culpables y los devolvían al gobernador de la provincia, ya fuera después de encadenarlos o exigiéndoles garantías. Finalmente, el propietario de la tierra en la que se cometía el delito también debía prestar garantía de comparecer.
Un rescripto de Antonino el Piadoso fijaba las penas aplicables según las circunstancias, excluyendo el caso de que se recogieran objetos que seguramente habrían naufragado. Quien se apoderaba mediante la violencia de objetos susceptibles de salvarse estaba sujeto a una pena variable según la importancia de la incautación y la calidad de los culpables: si la captura era de gran valor y el culpable era un hombre libre, era condenado a azotes y tres años de destierro. Las personas de condición inferior eran condenadas a trabajos forzados por el mismo tiempo; los esclavos eran azotados y enviados a las minas. Para capturas menos importantes, bastaba con el castigo del bastón para los hombres libres, del látigo para los esclavos. Los magistrados también estaban autorizados, según los casos, a aumentar o reducir las penas así fijadas. No eran sólo personas de baja condición quienes saqueaban a los náufragos: en su comentario a la ley de Rodia, el jurisconsulto Lucio Volusio Meciano conservó el recuerdo de una denuncia dirigida a Antonino el Piadoso por un habitante de Nicomedia que, habiendo naufragado en Italia, había sido saqueado por publicanos residentes en las Cícladas.
Quien se apoderaba de un objeto salvado del naufragio y transportado a un lugar seguro, o quien, un tiempo después del naufragio, se apropiaba de un pecio arrastrado por el mar a la orilla, se le trataba como un simple ladrón: no incurría en la pena agravada establecida por el edicto pretoriano. Estaba sujeto a una acción furti que daba a la doble pena; si, en cambio, hubiera hecho uso de la violencia, incurriría en la acción bonorum vi raptorum que conlleva la cuádruple pena (rapina). Esta fue la opinión que prevaleció en el siglo III, que todavía se discutía en la época de los Antoninos. Había una atenuante aportada al rigor del derecho: bastaba, para lograrlo, introducir una distinción entre el robo cometido en el momento del hundimiento o algún tiempo después.

### El ocultamiento
El receptor de los objetos robados durante el naufragio era castigado con la misma severidad que el ladrón. Pero el edicto del pretor hacía una distinción entre los destinatarios: sólo afectaba a aquellos que actuaron con engaño; no se aplicaba a quienes desconocían el origen de las cosas que se les confíado o creían haberlas recibido del propietario legítimo. Por el contrario, en la antigüedad el derecho civil no tenía en cuenta la intención del receptor: lo castigaba simplemente porque durante un registro se encontraba en su casa un objeto robado, a pesar de que hubiera sido dejado en su casa sin su conocimiento. Las acciones tomadas contra intrusos o ladrones eran heredables activa y pasivamente, pero los herederos del delincuente sólo eran responsables en la medida de su enriquecimiento.

### Abuso de confianza
La persona a quien se confíaba la custodia de una cosa, durante un naufragio, era detenida con mayor rigor que un depositario ordinario. El depósito se hacía aquí, no en completa libertad, pero por necesidad el pretor consideraba que la infidelidad del depositario era mucho más grave, y que el interés público exigía castigarla más severamente. Por tanto, si el depositario se negaba a devolver la cosa a invitación del juez, era condenado con doble pena, como si se tratara de hurto no manifiesto. La muerte del culpable no extinguía el derecho del depositante: cabía recurso contra los herederos del depositario, pero la acción sólo se daba en casos sencillos.

### Otros casos
- Si un buque perece a consecuencia de una colisión, el armador tiene recurso contra el práctico o capitán del buque que causó el daño: se le da la acción de la ley Aquilia. Esta regla, admitida sin reservas en tiempos de Augusto, recibió más tarde un temperamento : se hizo una distinción entre colisión provocada por culpa de la tripulación y aquella que se debe a fuerza mayor. La acción de la ley Aquilia sólo es posible en el primer caso; en el segundo, el armador no incurre en responsabilidad. Si la pérdida de una embarcación se debe a la rotura de un cabo de amarre, cortado por un delincuente, se iniciará acción de hecho contra el autor. El hundimiento de un barco a veces es causado por un acto criminal : los pescadores encienden un fuego en su barco para simular la proximidad de un puerto. Es deber de los gobernadores provinciales ejercer una vigilancia rigurosa para impedir tal acto.

- Un senadoconsulto aplica las penas de la ley Cornelia de sicariis, a quienes fraudulentamente utilizaron la violencia para impedir acudir en ayuda de un barco en peligro. Quienes hayan aprovechado el naufragio para apoderarse de los restos del naufragio o hayan obtenido algún beneficio de ello, deberán pagar al recaudador de impuestos una suma igual a la fijada por el edicto del Pretor, es decir, cuatro veces el valor de los objetos.

- Cuando una embarcación, empujada por la violencia de la corriente de un río, encalla en terrenos de un particular, el barquero sólo puede reclamarla, mediante la acción ad exhibendum, después de haber prometido bajo fianza indemnizar al propietario de la misma. campo : el juez debe tener en cuenta los daños pasados y futuros.